# 苏纳姆
苏纳姆（Sunam），是印度旁遮普邦Sangrur县的一个城镇。总人口51024（2001年）。

## 人口
该地2001年总人口51024人，其中男性27197人，女性23827人；0—6岁人口6466人，其中男3761人，女2705人；识字率61.75%，其中男性为66.09%，女性为56.79%。